# Выборы в Верховный Совет РСФСР (1955)
Безальтернативные выборы в Верховный Совет РСФСР IV-го созыва прошли 27 февраля 1955 года.

## Предшествующие события
Выборы в ВС РСФСР прошли в момент начала хрущёвской оттепели после того, как окончилась внутрипартийная борьба за власть между Хрущёвым, Берией и Маленковым, но перед знаменитым XX-м съездом КПСС, который и ознаменовал начало процесса по десталинизации. Одновременно, госплан повысил закупочные цены на продукцию колхозов, отменялся запрет абортов и раздельное обучение, что не могло не влиять положительным образом на настроения населения РСФСР.

## Ход выборов
Выборы в IV-й созыв ВС РСФСР проходили согласно Положению о выборах в Верховный Совет РСФСР, утвержденного указом президиума Верховного совета РСФСР от 11 декабря 1950 года.
Советская пропаганда активно освещала выборы в своих новостных изданиях с противопоставлением их выборами стран Западной Европы и Северной Америки, ставя акцент на их, якобы, прозрачности и честности.

## Итог
| Состав IV-го созыва ВС РСФСР | Состав IV-го созыва ВС РСФСР | Состав IV-го созыва ВС РСФСР | Состав IV-го созыва ВС РСФСР | Состав IV-го созыва ВС РСФСР |
| Партия                       | Голосов                      | %                            | Мест                         | Изменение                    |
| ---------------------------- | ---------------------------- | ---------------------------- | ---------------------------- | ---------------------------- |
| КПСС                         | N/A                          | N/A                          | 796                          | ▲33, 0%                      |
| Беспартийные                 | N/A                          | N/A                          | 0                            | ▬ без изменений              |
| Прочие партии                | N/A                          | N/A                          | 0                            | ▬ без изменений              |
| Общий результат              | N/A                          | 100                          | 796                          | ▬ без изменений              |